# Tower Unite (відеогра)
Tower Unite (укр. Об'єднати вежу) - це масова багатокористувацька онлайн-гра з віртуальним світом, яка на даний момент розробляється PixelTail Games, LLC. Tower Unite складається з головної мапи Плаза (Plaza), а також багатьох міні-ігор (Game Worlds) та кондо (Condos). Можна заробляти т. зв. одиниці або юніти (віртуальна валюта в грі), просто граючи в міні-ігри, беручи участь у заходах Плази, накопичуючи очки досвіду та роблячи досягнення, які, зі свого боку, дозволяють налаштувати кондо, одягати свого персонажа та багато інше.
8 квітня 2016 року була випущена в ранньому доступі в сервісі цифрової дистрибуції Steam. Наразі доступна для Microsoft Windows, проте її можна запустити на дистрибутивах Linux за допомогою Steam Play. Підтримка MacOS планується.

## Історія створення
Tower Unite є наступником популярного серверу в Garry's Mod під назвою "Garry's Mod Tower" (відомий як GMod Tower або GMT), який був створений у липні 2009 року. GMod Tower був мережею підсерверів, розробленою як платформа соціальних медіа для користувачів, щоб весело проводити час із друзями за міні-іграми та іншими розвагами. Проте, через обмежені технічні можливості Garry's Mod та ігрового рушія Source, розробники вирішили перетворити свій сервер в окрему гру на більш сучасному рушію Unreal Engine 4.
11 квітня 2015 року розробники розпочали збір коштів на краундфандинговому сайті Kickstarter, однак зібрали лише 37% (від 100 000$) потрібного фінансування. Пізніше було розпочато краундфандинг на сайті Indiegogo, який не лише досягнув, але й перевершив відмітку в 50 000$ на 147% (тобто 73 648$). Протягом краунфандингового шляху, Tower Unite була розміщена у сервісі Steam Greenlight, що дозволив їй через деякий час після збору потрібних коштів з'явитися в крамниці сервісу Steam.